# 乔恩·弗拉纳根
乔纳森·帕特里克·弗拉纳根（英語：Jonathon Patrick Flanagan，1993年1月1日—），已退役英格蘭男子職業足球員，擔任邊後衞，曾效力於英超球會利物浦。

## 球會生涯

### 利物浦
法拿根出身利物浦青訓系統，首次代表球隊上場是2011年4月11日英超聯賽在安菲尔德球场對曼彻斯特城的賽事，他獲發38號球衣，在比賽中出任右邊衛。最終利物浦以3-0擊敗曼城。
由於馬丁·凱利和格連·莊臣受傷，使他繼續能在一線隊上場。他第2次上場是之後在酋长球场對阿森纳，以1-1打平。由到主場對伯明翰的比賽中，他與同期利物浦青訓出身的傑克·羅賓遜一起上場，而弗拉纳根更踢畢全場，球隊最終以5-0大勝。對富勒姆的比賽是他第5次代表利物浦上場，這次他出任左邊衛，而球隊最後以5-2取勝。下一場比賽對热刺，他對史蒂文·皮纳尔的犯規使利物浦被罰了一個爭議性點球，而球隊最終輸2-0，這次輸球使利物浦失去了來季欧足联欧洲联赛參賽資格。2011年7月8日，弗拉纳根與球會簽下一份新的長約。

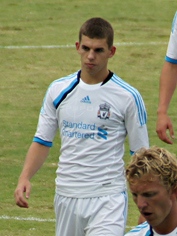
2011年的弗拉纳根

2011/12球季揭幕日主場對桑德兰的比賽，他踢了90分鐘，賽果為1-1。之後英格蘭聯賽盃對埃克塞特城，他同樣踢滿全場，而球隊以3-1取勝晉級至下輪，對手為布莱顿，他在這比賽末段中入替上場。在足總盃第三輪賽事中，剛度過19歲生日的他參加了這項比賽，球隊以5-1大勝奥尔德姆。3月24日對威根竞技的比賽，由於球隊主力受傷，他重回英超賽場。在接下來的兩場聯賽他亦踢滿90分鐘，之後對布莱克本流浪者的比賽，由於利物浦守門員多尼因為用手接隊友回傳而被紅牌出場後，弗拉纳根才被迫退下，換上另一守門員布拉德·瓊斯，但以10人應戰的利物浦仍能以3-2取勝。
2012/13賽季9月19日歐霸盃對年轻人的比賽，弗拉纳根是一眾前往瑞士參賽的年輕球員之一，但他因為受傷而沒有上場。11月8日對安郅的比賽，他首次先發上場參加歐洲賽事並踢了全場，但球隊以1-0落敗。
2013/14賽季11月2日作客對兵工廠，由於格連·莊臣受傷，使弗拉纳根18個月來首次在英超先發上場。11月23日，他首次參加默西賽德郡打吡，賽果為3-3。之後對赫尔城的比賽，他保著先發位置，縱使球隊以3-1落敗，他的表現獲得贊賞。12月15日，他打進了職業生涯唯一一顆進球，使球隊以5-0大勝熱刺。12月21日對卡迪夫城的比賽，他在下半場初段因傷被換出。
2014/15賽季初，由於傷患關係，弗拉纳根缺席了賽季初期賽事。2015年3月29日，他重新回到足球場上，在一場慈善足球比賽中代表利物浦明星隊上場，踢了30分鐘。但之後在掃瞄下發現他有新傷患，迫使他不得不再進行另一次手術，需要休息長達6至9個月。2015年5月21日，他與球隊續約一年，繼續他的康復療程。
2015年12月，完全康復的他回到利物浦訓練。2016年1月20日，他在足總盃第三輪重賽中上場，這與他上次正式比賽相隔619天。弗拉纳根在49分鐘換入，而球隊最終以3-0擊敗埃克塞特城。7天後英格蘭聯賽盃準決賽對斯托克城的比賽，他先發上場並踢了105分鐘，而球隊靠點球大戰晉級至決賽。3月18日，他與球隊續約3年。3月20日在聖瑪麗球場對南安普顿，他以隊長身份參加比賽。
2016年8月5日，弗拉纳根被外借到另一英超球隊伯恩利至季末。2018年1月，他被外借到英冠英會保頓。2018年6月8日，球會宣佈弗拉纳根的合約將會結束和離隊。

### 格拉斯哥流浪
2018年6月，法拿根加入蘇格蘭的格拉斯哥流浪，簽約2年，當時主教練為他在利物浦的隊友史提芬·謝拉特。2020年5月，合約到期後法拿根離開格拉斯哥流浪。

### 沙勒罗瓦
2020年11月4日，他與比利時職業聯賽球會沙勒罗瓦簽約加盟，效力至季末，球會附有一年延長權。

### 克厄
2021年7月15日，他與丹麦足球甲级联赛球會克厄簽約兩年，而當時球會主教練亦是以前在利物浦隊友丹尼尔·阿格。2022年6月24日，球會確認雙方已解除合約。
2022年10月18日，29歲的弗拉纳根宣佈因為腿傷問題，從足球運動員生涯退役。

## 國家隊生涯
弗拉纳根有資格代表英格蘭和愛爾蘭。2011年5月，他首次被英格蘭U19徵召參賽，但後來因為小腿受傷而退出。8月，他首次被英格蘭U21提拔參加對阿塞拜疆U21的比賽，結果以6-0取勝。
2013年5月28日，英格蘭U20教練彼得·泰勒徵召他進入2013年國際足協U-20世界盃21人參賽名單。他首次上場是6月16日對烏拉圭U20的比賽，以3-0取勝。
2014年6月4日，他首次代表英格蘭成年隊上場，在對厄瓜多爾的友誼賽中，他在下半場替補換下亚历克斯·奥克斯雷德-张伯伦。

## 生涯統計
| 球會           | 球季     | 聯賽     | 聯賽 | 聯賽 | 足總盃 | 足總盃 | 聯賽盃 | 聯賽盃 | 其它 | 其它 | 總計 | 總計 |
| 球會           | 球季     | 聯賽級別 | 出場 | 進球 | 出場   | 進球   | 出場   | 進球   | 出場 | 進球 | 出場 | 進球 |
| -------------- | -------- | -------- | ---- | ---- | ------ | ------ | ------ | ------ | ---- | ---- | ---- | ---- |
| 利物浦         | 2010–11  | 英超     | 7    | 0    | 0      | 0      | 0      | 0      | 0    | 0    | 7    | 0    |
| 利物浦         | 2011–12  | 英超     | 5    | 0    | 1      | 0      | 2      | 0      | —    | —    | 8    | 0    |
| 利物浦         | 2012–13  | 英超     | 0    | 0    | 1      | 0      | 0      | 0      | 1    | 0    | 2    | 0    |
| 利物浦         | 2013–14  | 英超     | 23   | 1    | 2      | 0      | 0      | 0      | —    | —    | 25   | 1    |
| 利物浦         | 2014–15  | 英超     | 0    | 0    | 0      | 0      | 0      | 0      | 0    | 0    | 0    | 0    |
| 利物浦         | 2015–16  | 英超     | 5    | 0    | 2      | 0      | 1      | 0      | 0    | 0    | 8    | 0    |
| 利物浦         | 2017–18  | 英超     | 0    | 0    | 0      | 0      | 1      | 0      | 0    | 0    | 1    | 0    |
| 利物浦         | 總計     | 總計     | 40   | 1    | 6      | 0      | 4      | 0      | 1    | 0    | 51   | 1    |
| 伯恩利（外借） | 2016–17  | 英超     | 6    | 0    | 3      | 0      | 1      | 0      | —    | —    | 10   | 0    |
| 保頓（外借）   | 2017–18  | 英冠     | 9    | 0    | —      | —      | —      | —      | —    | —    | 9    | 0    |
| 流浪者         | 2018–19  | 蘇超     | 16   | 0    | 1      | 0      | 2      | 0      | 11   | 0    | 30   | 0    |
| 流浪者         | 2019–20  | 蘇超     | 5    | 0    | 0      | 0      | 0      | 0      | 4    | 0    | 9    | 0    |
| 流浪者         | 總計     | 總計     | 21   | 0    | 1      | 0      | 2      | 0      | 15   | 0    | 39   | 0    |
| 流浪者U20      | 2019–20  | —        | —    | —    | —      | —      | —      | —      | 1    | 0    | 1    | 0    |
| 沙勒罗瓦       | 2020–21  | 比職     | 0    | 0    | 0      | 0      | —      | —      | —    | —    | 0    | 0    |
| 克厄           | 2021–22  | 丹甲     | 4    | 0    | 0      | 0      | —      | —      | —    | —    | 4    | 0    |
| 生涯總計       | 生涯總計 | 生涯總計 | 80   | 1    | 10     | 0      | 6      | 0      | 17   | 0    | 113  | 1    |

1. ↑  包括英格蘭足總盃和蘇格蘭足總盃
2. ↑  包括英格蘭足球聯賽盃和蘇格蘭聯賽盃
3. 1 2 3  在欧足联欧洲联赛上場
4. ↑  在蘇格蘭挑戰盃上場

## 外部連結
- Official Liverpool profile
- LFC History Profile （页面存档备份，存于）
- 足球数据库：Jon Flanagan的球员统计数据